# Miho Hazama
Miho Hazama (挾間 美帆, Hazama Miho) (Tòquio, 13 de Novembre de 1986) és una músic de jazz, compositora, arranjadora i directora d'orquestra japonesa que destaca per la seva capacitat d'integrar diversos gèneres musicals en les seves composicions. El seu estil es caracteritza per una combinació de jazz modern, elements de música clàssica i influències de big band.

## Primers anys i carrera

#### Estudis
Miho Hazama va començar a tocar el teclat elèctric als tres anys a l'Escola de la Yamaha Music Foundation i va cridar l'atenció quan va arribar a la final del Junior Electone Concours '96 als deu anys. Hazama va assistir i es va graduar al Kunitachi College of Music, on va estudiar composició clàssica amb Masakazu Natsuda i Kazunori Maruyama.
Durant els seus anys a la universitat, va ser activa en la composició i l'arranjament, i va proporcionar les seves obres a artistes i agrupacions com Yōsuke Yamashita, l'Orquestra Filharmònica de Tòquio, l'Orquestra del Centre d'Arts Escèniques de Hyogo, la Tokyo Kosei Wind Orchestra, la Siena Wind Orchestra i la Yamaha Symphonic Band.
L'any 2010, Hazama es va traslladar a Nova York per estudiar composició de jazz al programa de màster de la Manhattan School of Music (MSM). Mentre hi estudiava, va rebre classes de Jim McNeely i va obtenir el premi ASCAP Foundation Young Jazz Composer Awards l'any 2011.
L’any 2011 va ser convidada, junt amb vuit compositors més d’arreu del món, a participar al programa de residència de la Metropole Orkest, dirigida per Vince Mendoza. Va assistir a classes magistrals i assajos tota la setmana, per preparar els arranjaments que els residents havien escrit per ser interpretats per la big band dirigida per Mendoza i amb la vocalista Roberta Gambarini.
Hazama va obtenir el seu títol de màster al maig del 2012 i va gravar el seu primer àlbum, Journey to Journey, al juliol del mateix any. Yōsuke Yamashita va produir el seu esdeveniment de debut professional el gener del 2013, celebrat al Tokyo Opera City Tower.

#### Discografia
El disc Journey to Journey, excepte un arranjament del tema “Paparazzi” de Lady Gaga, està format íntegrament per composicions de Hazama. Aquest treball es va enregistrar amb la pròpia orquestra de la compositora: la M_Unit. Una orquestra formada per 13 músics que barreja una big band i una orquestra simfònica. A més a més compta amb el saxofonista Steve Wilson i el vibrafonista Stefon Harris. Aquest primer àlbum va ser un gran èxit, va presentar per tot el món.

El nom M_Unit té una certa ambigüitat, Hazama ho explica de la següent manera:  
| « | No volia anomenar-la ‘orquestra’, volia obrir la porta a més flexibilitat. Li puc dir col·lectiu o unitat i això em permet treballar amb les persones que vull quan sigui el moment. | » |

Tres anys més tard arriba el seu segon projecte, Time River (2015). Enregistrat amb la seva l'orquestra (M_Unit) i amb la col·laboració de l’acordionista Gil Goldstein i el saxofonista Joshua Redman, aquest disc està format per vuit composicions originals de Hazama, juntament amb un arranjament d’una cançó del grup de Pop Rock “A Perfect Cicle”, amb el títol “Magdalena”.
Aquest mateix any (2015) guanya el premi de la 16a edició del Charlie Parker Jazz Composition per Somnambulant. El premi es lliura anualment a la millor obra original creada al BMI Jazz Composers Workshop i homenatja la memòria del saxofonista del jazz Charlie Parker.
El maig del 2017, Hazama es va convertir en compositora resident de la Siena Wind Orchestra i posteriorment va ser escollida compositora de l'any 2018-2019 per l'Orchestra Ensemble Kanazawa.
Més endavant treballa en un projecte fent arranjaments de temes originals i orquestrant temes de piano sol del pianista Thelonious Monk i pel centenari del seu naixement, l’any 2017, escullen el seu treball per ser interpretat per la Metropole Orkest Big Band, l’única orquestra filharmònica de jazz del món. El resultat d’aquesta col·laboració és el disc The Monk: Live at Bimhuis (2018).
I al febrer de 2019 surt el seu tercer projecte Dancer in Nowhere, gravat amb la M_Unit. Tots els temes son composicions d’ella, excepte “Olympic Fanfare and Theme” de John Williams. És nominat al Premi Grammy al “Best Large Ensemble Album” l’edició 62a dels Premis Grammy l’any 2020. Amb aquest disc va consolidar molt més el seu estil compositiu dins del jazz orquestral contemporani i va rebre crítiques molt positives per la seva producció.
Al juny del 2019, Hazama va ser nomenada directora principal de la Danish Radio Big Band. També és la Directora Artística Associada de The New York Jazzharmonic.
A l'agost del 2020, Hazama es va convertir en directora convidada permanent de The Metropole Orkest.
La seva última obra publicada el 7 de març de 2020 és un disc amb The Danish Radio Big Band i Danish National Symphony Orchestra que porta el nom de Live Life This Day:  Celebrating Thad Jones publicat per  Edition Records, 2025)
Entre les influències de Miho Hazama podem trobar des de compositors clàssics com Maurice Ravel, Ottorino Respighi i Leonard Bernstein fins a compositors de l’àmbit del jazz com Maria Schneider, Vince Mendoza i Jim McNeely, que a més han sigut professors seus durant la seva formació com a arranjadora i directora d’orquestra.

## Premis i reconeixements
- 2011: ASCAP Foundation Young Jazz Composer Awards[11]
- 2013: Jazz Japan Award 2012: "Jazz Japan Album of the Year / Rising Star Category" per Journey to Journey[12]
- 2014: 24è Premi Idemitsu de Música (corresponent a l'any fiscal 2013)[13]
- 2015: Premi BMI 16th Annual Charlie Parker Jazz Composition per Somnambulant[14]

- 2016: Reconeguda per la revista DownBeat com una de les “25 for the Future”[15]
- 2019: Nominada al Grammy “Best Large Ensemble Album” per el disc Dancer in Nowhere[16]

## Discografia

### Com a líder
- Journey to Journey amb m_unit (Universal Music/Verve, 2012; Sunnyside, 2013)
- Time River amb m_unit (Verve & Sunnyside, 2015)
- The Monk: Live at Bimhuis amb Metropole Orkest Big Band (Verve & Sunnyside, 2018)
- Dancer in Nowhere amb m_unit (Verve, 2018; Sunnyside, 2019)
- Marius Neset, Tributes amb Danish Radio Big Band (ACT Music, 2020)
- Imaginary Visions amb The Danish Radio Big Band (Edition, 2021)
- Beyond Orbits amb m_unit (Edition, 2023)
- Live Life This Day:  Celebrating Thad Jones amb The Danish Radio Big Band i Danish National Symphony Orchestra (Edition Records, 2025)

### Composicions i arranjaments seleccionats
- Yōsuke Yamashita, Yutaka Sado: "Yōsuke Yamashita: Piano Concerto No.3 EXPLORER" - Orquestració en Explorer×Sudden Fiction (Avex Classics, 2008) amb la Tokyo Philharmonic Orchestra
- Shirō Sagisu: Orquestració de la banda sonora d’Evangelion: 3.0 You Can (Not) Redo en Shiro SAGISU Music from EVANGELION: 3.0 (Starchild, 2012)
- Ryuichi Sakamoto: Arranjaments de "0322 C# Minor", "Trace" i "After All" en Playing The Orchestra 2013(commmons, 2013)
- Yōsuke Yamashita, Yutaka Sado i Siena Wind Orchestra: Composició de "Mr.O" i arranjament de "Yōsuke Yamashita: Piano Concerto No.1 ENCOUNTER for Improviser, 4th Movement" en Rhapsody in Blue (Avex Classics, 2014)
- Junko Onishi: Composició de "The Intersection" en Tea Times (Sony/Taboo, 2016)
- Junko Onishi: Arranjament de "Willow Song (from Otello)" en Very Special (Sony/Taboo, 2017)
- Raul Midón: Arranjament de "Everyone Deserves A Second Chance" en If You Really Want (Artistry Music, 2018)
- “The Monk: Live at Bimhuis”: Direcció de la Metropol Orkest Big Band (2018)
- Miki Imai: Arranjament de "Shiawase-ni-naritai (幸せになりたい)" en Classic Ivory 35th Anniversary Orchestral Best (Universal Music Japan, 2020)
- Christian Sands: Arranjament de "Be Water II" en Be Water (Mack Avenue, 2020)
- Grit & Grace: Composició i direcció de “Norhala” (2023)